# Erna Spoorenberg

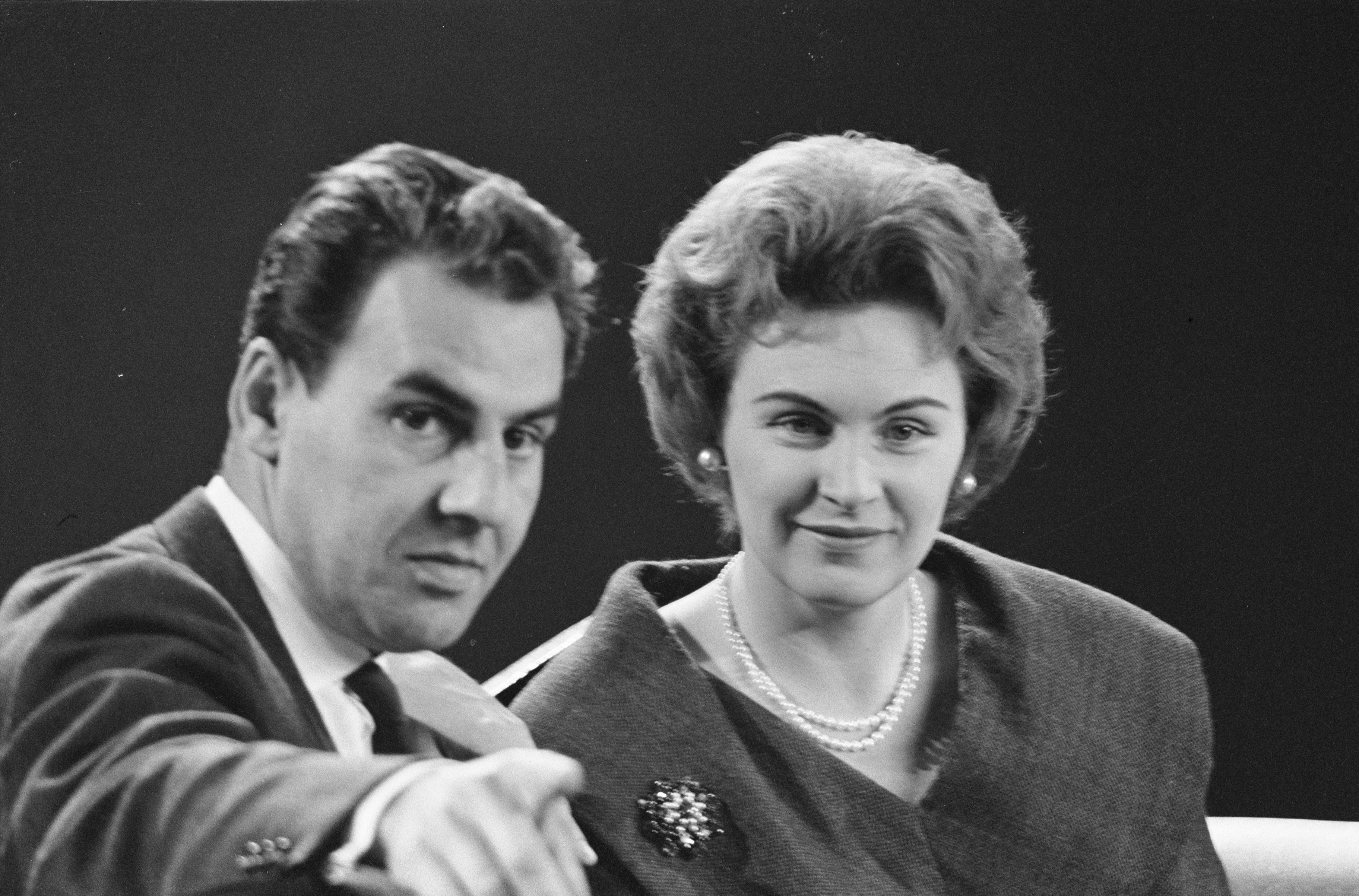
Erna Spoorenberg mit Willem Duys

Erna Spoorenberg (* 11. April 1926  in Yogyakarta, Java als Huberdina Aletta Spoorenberg; † 18. März 2004 in Vught) war eine niederländische Sängerin der Stimmlage Sopran. Sie ist vor allem durch ihre Partien in Opern von Wolfgang Amadeus Mozart bekannt.

## Leben und Wirken
Erna Spoorenberg war die Tochter der niederländischen Eltern Wilhelmus Hubertus Barbara Spoorenberg (* 1. Juni 1882 in Helmond) und Thérèse Agnes Backer Overbeek (* 4. August 1880 in Oisterwijk), mit denen sie 1929 in die Niederlande kam. 
Sie studierte Violine, unter anderem bei Julius Röntgen, und Gesang, unter anderem bei Isa Neuhaus und Aaltje Noordewier-Reddingius. Während ihres Studiums am Amsterdamer Konservatorium entschied sie sich für eine Karriere als Sängerin.
1947 debütierte sie auf Radio Hilversum mit der Motette Exsultate, jubilate von Mozart. 1949 stellt sie sich Karl Böhm vor und erhielt einen Vertrag an der Wiener Staatsoper, an der sie mit Pamina in der Zauberflöte debütierte. 1955 kehrte sie in die Niederlande zurück und gab ihr Debüt an der Niederländischen Oper Amsterdam als Violetta in La traviata von Giuseppe Verdi. 1958 wurde sie festes Ensemblemitglied der Niederländischen Oper. Gastspiele führten sie nach Hamburg und Berlin, 1963 und 1965 in die Sowjetunion, wo sie unter anderem am Bolschoi-Theater auftrat, und 1967 in die Vereinigten Staaten.
Zu ihrem Repertoire an Opernpartien gehörten vor allem Rollen aus Mozart-Opern wie Die Zauberflöte (Pamina), Die Entführung aus dem Serail (Konstanze), Don Giovanni (Donna Elvira), Così fan tutte (Fiordiligi) und Le nozze di Figaro. Weiterhin sang sie Norina (Don Pasquale, Gaetano Donizetti), Laura (Der Bettelstudent, Karl Millöcker), Frau Fluth (Die lustigen Weiber von Windsor, Otto Nicolai), Adele (Die Fledermaus, Johann Strauss Sohn), Gilda (Rigoletto, Giuseppe Verdi) und Partien aus Elektra (Richard Strauss) und Hoffmanns Erzählungen (Jacques Offenbach).
Neben ihrer Opernkarriere trat sie beispielsweise auch in der Matthäus-Passion von Johann Sebastian Bach in Naarden auf und gab Konzerte, bei denen sie unter anderem von dem Pianisten Géza Frid begleitet wurde.
Ihren letzten Bühnenauftritt hatte sie am 16. April 1970 mit Konstanze in „Die Entführung aus dem Serail“ an der Niederländischen Oper Amsterdam.
Ab 1970 begann sie als Gesangslehrerin zu arbeiten. Von 1970 bis 1977 unterrichtete sie am Königlichen Konservatorium in Brüssel und von 1971 bis 1978 am Amsterdamer Konservatorium. Ab 1978 arbeitete sie als Privatlehrerin. Sie rief den Wettbewerb „Erna Spoorenberg Vocalisten Presentatie“ ins Leben. Sie war Träger des Harriet Cohen International Music Awards und wurde 2002 Kommandeur des Ordens von Oranien-Nassau.
Erna Spoorenberg lebte ab 1983 in Vught. Kurz vor ihrem Tode stellte sie ihr persönliches Archiv dem Niederländischen Theater-Institut zur Verfügung. Sie starb im März 2004 im Alter von 77 Jahren.